# Thorsten Loch
Thorsten Loch (* 1975 in Andernach) ist ein deutscher Offizier (Oberstleutnant) und Militärhistoriker.

## Leben
Loch trat 1995 als Offizieranwärter in die Panzergrenadiertruppe der Bundeswehr ein. Von 1998 bis 2002 studierte er Geschichte und Sozialwissenschaften an der Universität der Bundeswehr Hamburg.
Danach war er als Historikeroffizier bei der Panzerbrigade 21 in Augustdorf eingesetzt. 2004 wurde er wissenschaftlicher Mitarbeiter am Militärgeschichtlichen Forschungsamt (MGFA). 2006 wurde er bei Bernd Wegner mit der Dissertation Das Gesicht der Bundeswehr – Soldatenbilder im Kontext medialer Kommunikationsstrategien der Freiwilligenwerbung zum Dr. phil. promoviert. Im selben Jahr wechselte er als Kompaniechef zur Sicherungskompanie im Wachbataillon beim Bundesministerium der Verteidigung (BMVg) in Berlin. Von 2009 bis 2010 war er Dozent für Militärgeschichte an der Offizierschule des Heeres (OSH) in Dresden.
Seit 2010 war er erneut wissenschaftlicher Mitarbeiter am MGFA in Potsdam, zunächst zuständig für das Modul Einsatzunterstützung. Von 2013 bis 2015 arbeitete er im Forschungsbereich „Deutsche Militärgeschichte seit 1945“. 2015 wurde er kommissarischer Leiter des Projektbereichs „Geschichte der Bündnisse“ innerhalb des Forschungsbereichs „Militärgeschichte nach 1945“. Seine Forschungsschwerpunkte sind deutsche Militärgeschichte, Gesellschaftsgeschichte und Historische Bildkunde.
Er gehört der Redaktion der Militärgeschichtlichen Zeitschrift (MGZ) an. 2019 erhielt Loch für seine Habilitationsschrift den Förderpreis für Militärgeschichte und Militärtechnikgeschichte. Derzeit ist er im Bundesministerium für Verteidigung tätig.

## Schriften (Auswahl)
- Hrsg.: Das Wachbataillon beim Bundesministerium der Verteidigung (1957–2007). Geschichte – Auftrag – Tradition. Im Auftrag des Wachbataillons beim Bundesministerium der Verteidigung in Zusammenarbeit mit dem Militärgeschichtlichen Forschungsamt. Mittler, Hamburg 2007, ISBN 978-3-8132-0889-4.
- Das Gesicht der Bundeswehr. Kommunikationsstrategien in der Freiwilligenwerbung der Bundeswehr 1956 bis 1989. (Sicherheitspolitik und Streitkräfte der Bundesrepublik Deutschland. Band 8). Oldenbourg, München 2008, ISBN 978-3-486-58396-0.
- Hrsg. mit Lars Zacharias: Wie die Siegessäule nach Berlin kam. Eine kleine Geschichte der Reichseinigungskriege 1864 bis 1871. In Zusammenarbeit mit dem Militärgeschichtlichen Forschungsamt und dem Napoleonmuseum Thurgau. Rombach, Freiburg im Breisgau u. a. 2011, ISBN 978-3-7930-9668-9.
- Hrsg. mit Martin Hofbauer: Nordafrika (= Wegweiser zur Geschichte). Im Auftrag des Militärgeschichtlichen Forschungsamtes. Schöningh, Paderborn u. a. 2011, ISBN 978-3-506-77326-5.
- Hrsg. mit Eberhard Birk, Peter Andreas Popp: Wie Friedrich „der Große“ wurde. Eine kleine Geschichte des Siebenjährigen Krieges 1756 bis 1763. In Zusammenarbeit mit dem Militärgeschichtlichen Forschungsamt und dem Militärhistorischen Museum der Bundeswehr. Rombach, Freiburg im Breisgau u. a. 2012, ISBN 978-3-7930-9711-2.
- Hrsg. mit Eberhard Birk, Peter Andreas Popp: Wie Napoleon nach Waterloo kam. Eine kleine Geschichte der Befreiungskriege 1813 bis 1815. Rombach, Freiburg im Breisgau 2015, ISBN 978-3-7930-9802-7.
- Hrsg. mit Markus Vette: Friedrich Clauson von Kaas: „Potsdam ist geschlagen“. Briefe aus dem Deutsch-Französischen Krieg 1870/71. Im Auftrag des Zentrums für Militärgeschichte und Sozialwissenschaften der Bundeswehr, Rombach Verlag, Freiburg im Breisgau u. a. 2016, ISBN 978-3-7930-9820-1.
- Deutsche Generale 1945 bis 1990. Profession – Karriere – Herkunft. Ch. Links-Verlag Berlin 2021. ISBN 978-3-96289-090-2 (zugleich Habilitationsschrift, Helmut-Schmidt-Universität Hamburg 2019).